# 198820 Iwanowska
198820 Iwanowska è un asteroide della fascia principale. Scoperto nel 2005, presenta un'orbita caratterizzata da un semiasse maggiore pari a 3,0798196 UA e da un'eccentricità di 0,0991583, inclinata di 12,35149° rispetto all'eclittica.